# Agammaglobulinémie liée au sexe
 Mise en garde médicale
L'agammaglobulinémie liée au sexe, ou maladie de Bruton est un déficit immunitaire congénital d'origine génétique. C'est le premier déficit décrit, en 1952.

## Cause
Le gène affecté, BTK, code la tyrosine kinase de Bruton et sa mutation est responsable de 90 % des maladies héréditaires des lymphocytes B. Ce gène fait partie de la famille des Src qui sont des proto-oncogènes et semble indispensable pour la maturation des lymphocytes B.
Le gène concerné étant situé sur la partie du chromosome X qui fait défaut au chromosome Y, et se transmettant sur le mode récessif, il n'atteint pratiquement que les garçons. Du fait du caractère récessif et de la faible prévalence de la maladie, il est exceptionnel de voir des femmes touchées par la maladie, comme pour l'hémophilie

## Signes
Il s'agit d'un déficit pur de la lignée cellulaire Lymphocyte B - Plasmocyte, responsable de la fabrication des immunoglobulines. L'immunoglobuline est le support de l'activité anticorps et son taux sanguin est quasiment nul chez les malades. L'immunité cellulaire est, par contre, indemne.
Les signes apparaissent chez le très jeune enfant, dans la première année de la vie, sous la forme d'infections à répétition, notamment respiratoires et un peu plus rarement, digestives et cutanées, surtout d'origine bactérienne. Chez l'adulte, des cancers peuvent survenir et la durée de vie est limitée.

## Diagnostic
Chez un jeune garçon, la présence à l'électrophorèse des protéines sériques d'un effondrement des gamma globulines est très évocateur.
Les dosages des immunoglobulines montrent un déficit majeur portant typiquement sur toutes les classes.
La moelle osseuse ne contient pas de plasmocytes.
L'examen anatomo-pathologique des ganglions (si c'est le cas) ne montre aucun follicule lymphoïde.
Le reste des explorations immunologiques est normal.

## Traitement
Il convient de pallier le déficit en administrant régulièrement des immunoglobulines. Ce traitement a un caractère prolongé, sans alternative dans le cadre actuel de la science.
Les préparations actuelles d'immunoglobulines polyvalentes par voie veineuse sont beaucoup moins soumises à un risque de transmission de maladies virales (Hépatite B, VHC, VIH).
Les patients sont cependant susceptibles de déclencher des réactions "allergiques" aux Immunoglobulines injectées, de traitement difficile.